# Pic de Crabère
À ne pas confondre avec le pic Crabère
Le pic de Crabère est un sommet des Pyrénées centrales d'une altitude de 2 630 ou 2 631 mètres. Il constitue un tripoint entre les départements français de l'Ariège et de la Haute-Garonne, en région Occitanie, et la province espagnole de Lérida, en Catalogne.

## Toponymie
Crabère provient de l'occitan cabra ou craba : « chèvre » ; crabèr, a : « chevrier, chevrière ».

## Géographie

### Situation
Sur son versant oriental, sur le territoire de la commune ariégeoise de Sentein, se trouve l'étang d'Araing formé par un barrage hydroélectrique sur l'Araing. Son versant nord-ouest, très boisé, se trouve sur la commune haut-garonnaise de Melles. Le versant sud appartient à la commune catalane de Canejan située dans la comarque du val d'Aran.

### Géologie
Le secteur du Crabère est dominé par les schistes, avec apparition, vers les sommets, de longs filons de quartz et, ponctuellement, de dépôts morainiques caractérisés par la présence de blocs arrondis de granites.

## Histoire
C'est sur le versant nord-ouest que furent opérées les premières réintroductions dans les Pyrénées d'ours bruns (Ursus arctos) venus de Slovénie, comprenant d'abord les femelles Ziva et Mellba en 1996 puis le mâle Pyros en 1997.

## Activités

### Randonnée
Gardé à la bonne saison, le refuge Jacques-Husson est sur le GR 10, près de l'étang d'Araing.

### Protection environnementale
Le massif du Crabère, essentiellement pour sa partie haute-garonnaise, est une zone naturelle d'intérêt écologique, faunistique et floristique (ZNIEFF).